# Firouz Pojhan
Firouz Pojhan (in persiano فيروز•پژهان‎; 3 ottobre 1926 – 1996) è stato un sollevatore iraniano due volte campione ai Giochi asiatici, che ha gareggiato nelle categorie dei pesi medi, mediomassimi e massimi.

## Carriera
Partecipò a due edizioni dei Giochi olimpici: a Helsinki nel 1952 nei pesi mediomassimi, dove si classificò al quinto posto, e a Melbourne nel 1956 nei pesi massimi, dove si classificò al quarto posto.
Ai campionati mondiali vinse tre medaglie di bronzo a Milano nel 1951, a Teheran nel 1957 e a Stoccolma nel 1958; nella prima edizione dei Giochi asiatici a Teheran nel 1957 – corrispondente ai campionati mondiali – conquistò la medaglia d'argento.